# آبیدی (بازیکن فوتبال)
آبیدی (انگلیسی: Abedi؛ زادهٔ ۱۴ آوریل ۱۹۷۹) بازیکن فوتبال اهل برزیل است.
از باشگاه‌هایی که در آن بازی کرده‌است می‌توان به باشگاه فوتبال بازل، باشگاه فوتبال کوریتیبا، باشگاه فوتبال سیون، باشگاه ورزشی ژوونتود، باشگاه ورزشی کروزیرو، باشگاه فوتبال سانتاکروز، باشگاه ورزشی واسکو دوگاما، باشگاه فوتبال هاپوئل تل آویو، باشگاه فوتبال بوتافوگو، و باشگاه فوتبال باهیا اشاره کرد.